# 6月24日
6月24日是公历一年中的第175天（闰年第176天），离全年的结束还有190天。

## 大事记

### 19世紀以前
- 1314年：苏格兰国王罗伯特·布鲁斯率领的军队在班诺克本战役中击败英格兰国王爱德华二世的军队。
- 1340年：斯鲁伊斯海战，英国军队在爱德华三世的领导下打败了法国海军。
- 1440年：亨利六世建立了伊顿公学。
- 1497年：義大利航海家喬瓦尼·卡博托接受英格蘭國王亨利七世的委託出海，並成功發現北美洲。
- 1509年：英王亨利八世加冕。
- 1622年：澳门的葡萄牙殖民者成功击退荷兰人的进攻。
- 1793年：法蘭西第一共和國國民公會通過《共和元年憲法》，但因法國大革命形勢嚴峻暫緩實行。

### 19世紀
- 1812年：法国皇帝拿破仑一世率领军队越过尼曼河入侵俄国，俄法战争爆发。
- 1859年：奧地利軍與法國聯軍在意大利北部卡斯蒂廖鎮的索爾弗利諾交戰，稱為索爾弗利諾戰役。這場15小時的戰爭造成5.5萬人死亡。
- 1880年：後來成為加拿大國歌的《啊，加拿大》開始於加拿大魁北克魁北克市傳唱開來。

### 20世紀
- 1932年：暹罗立宪派人士和军人发动不流血的立宪革命，结束拉达那哥欣王国的君主专制。
- 1947年：美国飞行员肯尼思·阿诺德在华盛顿州瑞尼尔山附近飞行时发现9个飞碟[1]:38[2]。
- 1948年：冷战：苏联对由美国、英国和法国占领的西柏林展开封锁行动，切断连结东柏林等地的货运交通。
- 1961年：中華民國海軍陸戰隊發生重大演習事故，5艘登陸艇失事沉沒，造成61名官兵殉職。
- 1960年：卢蒙巴成为刚果首任总理。
- 1967年：香港公共交通及公用事業工人聯合大罷工。
- 1975年：美國一架東方航空公司的66號航班（英语：Eastern Air Lines Flight 66）在紐約市約翰·肯尼迪國際機場附近墜毀，造成115人死亡。
- 1977年：加拿大魁北克省定施洗约翰日为魁北克国庆。
- 1982年：英國航空9號班機不慎飛入加隆貢火山爆發所產生的火山灰之中，造成飛機機上全部4具引擎都失效。
- 1986年：中國國務院發出通知正式廢止二簡字。
- 1989年：中國共產黨十三屆四中全會選舉江澤民為中共中央總書記，同時撤銷趙紫陽、胡啟立、閻明復、芮杏文等人的黨內外職務。
- 1993年：西哈努克親王出任柬埔寨武裝部隊最高司令。
- 1993年：黃家駒在日本東京富士電視台錄影遊戲節目時不慎墮下，頭部重傷昏迷，留醫6日後去世。

### 21世紀
- 2003年：世界衛生組織解除對北京的旅遊警告並剔出SARS疫區名單。
- 2010年：在總理陸克文拒絕參加工黨領袖競選後，朱莉亞·吉拉德宣誓就任澳大利亞第一位女總理。
- 2012年：蛟龙号载人潜水器在马里亚纳海沟下潜至7020米，创造了中国载人深潜新纪录。12时55分，航天员成功“驾驶”神舟九号与天宫一号实现刚性连接，再次形成组合体，中国首次手控空间交会对接试验成功。一天之内，中国同时诞生了载人航天和载人深潜的新纪录。
- 2012年：加拉帕戈斯象龟的一个亚种平塔岛象龟已知的最后一个个体孤独乔治在厄瓜多尔加拉巴戈斯国家公园内去世。
- 2012年：穆斯林兄弟会候选人穆罕默德·穆尔西在埃及总统选举中获胜，成为2011年埃及革命后的首任民選总统。
- 2016年：臺灣航空公司中華航空因長期勞資爭議，於中華航空在台北市南京東路總部爆發2016年華航空服員罷工事件[3]。
- 2021年：創刊26年的香港泛民主派報紙《蘋果日報》因違反香港國安法被凍結資產，宣佈停刊[4]。
- 2021年：美国佛罗里达州迈阿密郊区瑟夫赛德一座12层高的公寓大廈倒塌，至少导致4人死亡、126人失踪。
- 2022年：美国最高法院在多布斯诉杰克逊妇女健康组织案的判决中裁定妇女堕胎权不受美国宪法保护，各州可自行立法决定是否赋予妇女堕胎权。
- 2023年：瓦格纳集团领导人叶夫根尼·普里戈任率领其组织的雇佣兵在俄罗斯顿河畔罗斯托夫发动武装叛乱，以表达对俄罗斯国防部长谢尔盖·绍伊古的反对。
- 2024年：韓國京畿道華城市的一家電池製造廠發生火災，造成至少23人死亡、8人受傷。
- 2025年：姜濤在中西區海濱長廊近西區副食品批發市場處墮海，被海事處船隻救起送至中環碼頭上岸，轉送瑪麗醫院，經初步治理後，再轉往私家醫院繼續求醫。姜濤的所屬公司稱他跑步時感到頭暈不適，但醒來時已被救起。姜濤解釋指當時跨出欄杆外看日落，不小心遇險， 幸好獲熱心市民及海事處船隻工作人員救起送院。

## 出生
- 1174年：羅斯季斯拉夫·雅羅斯拉維奇，古羅斯王公，斯諾夫王公
- 1532年：羅伯特·達德利，英國政治人物（1588年逝世）
- 1784年：胡安·安東尼奧·拉瓦列哈，烏拉圭革命家、政治人物，前任烏拉圭總統（1853年逝世）
- 1850年：赫伯特·基秦拿，英國陸軍元帥，第一代基秦拿伯爵（1916年逝世）
- 1876年：司徒雷登，美國基督教長老教會傳教士、外交官、教育學家。（1962年逝世）
- 1882年：馬寅初，中國经济学家、教育家、人口学家（1982年逝世）
- 1893年：洛伊·O·迪士尼，美國商人，華特迪士尼公司共同創辦人兼首任執行長（1971年逝世）
- 1900年：拉斐爾·萊姆金，猶太裔波蘭律師、法律學者，以提出種族滅絕的概念著稱（1959年逝世）
- 1911年：胡安·曼努埃爾·范吉奧，阿根廷著名F1車手（1995年逝世）
- 1915年：，英國天體物理學家（2001年逝世）
- 1929年：卡羅琳·舒梅克，美國天文學家，舒梅克－李維九號彗星的共同發現人之一
- 1933年：，美國NBA前職業籃球運動員（2021年逝世）
- 1939年：史蒂芬·鄧恩，美國詩人、教育家（2021年逝世）
- 1940年：荷蒲·库克，錫金末代王后
- 1944年：傑夫·貝克，英國搖滾吉他手（2023年逝世）
- 1945年：石禮謙，香港政界人物
- 1947年：彼得·威勒，美國男演員、導演、藝術史學家
- 1950年：南茜·艾伦，美國女演員
- 1951年：敏瑞，緬甸將軍，曾任代理緬甸總統（2025年逝世）
- 1953年：威廉·莫爾納爾，美國化學家，2014年諾貝爾化學獎得主
- 1954年：張善政，台灣政治人物，現任桃園市市長
- 1959年：維克托·尼諾夫，保加利亞物理學家
- 1960年：岡野玲子，日本漫畫家
- 1961年：郭正亮，台灣政治人物
- 1962年：高塔姆·阿達尼，印度企業家、慈善家
- 1962年：克劳迪娅·欣鲍姆，墨西哥科學家、政治人物，現任墨西哥總統
- 1963年：吴尊友，中国疾病预防控制中心流行病学首席专家（2023年逝世）
- 1964年：哈米什·哈丁，英國商人、飛行員、探險家（2023年逝世）
- 1965年：椎名高志，日本漫畫家
- 1965年：孫賢周，韓國男演員
- 1968年：袁惟仁，台灣男歌手
- 1970年：岩永哲哉，日本男性聲優
- 1971年：池珍熙，韓國男演員
- 1972年：金麗珍，韓國女演員
- 1978年：中村俊輔，日本足球運動員
- 1978年：路易斯·哈维尔·加西亚·桑斯，西班牙足球運動員
- 1979年：敏迪·卡靈，美國女演員、喜劇演員、作家、製片人、導演
- 1979年：傑夫·吉斯利，加拿大電子遊戲記者、電視節目主持人
- 1980年：西西尼奧，巴西足球運動員
- 1981年：賈運兵，中國男子柔道運動員
- 1982年：郭焱，中國女子乒乓球運動員
- 1982年：奇雲·路蘭，英格蘭足球員
- 1982年：勞拉·唐納利，北愛爾蘭女演員
- 1983年：大衛·西摩，紐西蘭政治人物，現任紐西蘭行動黨黨魁
- 1985年：埃里希·帕斯卡·馬肯佩爾，德國神經科學家
- 1987年：朱智賢，香港女主持、演員、模特兒
- 1987年：田一德，台灣舞者
- 1987年：LiSA，日本女歌手
- 1987年：，阿根廷男子足球運動員
- 1988年：李曼筠，香港女模特、演員
- 1988年：尼坤·巴克·霍维杰库尔，韓國男子偶像團體2PM成員
- 1989年：鄧小巧，香港女歌手
- 1991年：桑原由氣，日本女性聲優
- 1991年：北原里英，日本女藝人，AKB48成員
- 1991年：穆塔茲·伊薩·巴爾希姆，卡達男子跳高運動員
- 1993年：李晋瑋，台灣男歌手
- 1993年：哈桑博伊·杜斯馬托夫，烏茲別克男子拳擊運動員
- 1994年：伍家朗，香港男子羽球運動員
- 1994年：遠藤祐里香，日本女性聲優、歌手
- 1995年：葛宸羽，台灣女藝人
- 1995年：丁笑瀅，中國女演員
- 1996年：何晉樂，香港男歌手、演員
- 1996年：多田修平，日本男子田徑運動員
- 2002年：達爾朗·蘇沙，巴西男子排球運動員
- 2003年：金善禹，韓國男子偶像團體ENHYPEN成員
- 2004年：柳起碩，韓國男子偶像團體DKZ成員

## 逝世
- 1398年：朱元璋，明朝开国皇帝（1328年出生）
- 1615年：片桐且元，日本戰國時代、江戶時代武將及大名（1556年出生）
- 1766年：阿德里安·莫里斯·德·諾瓦耶，法国元帅（1678年出生）
- 1818年：皮埃爾·法蘭索瓦·索雷，法國陸軍將領。（1742年出生）
- 1880年：朱爾·利薩茹，法國數學家（1822年出生）
- 1908年：格罗弗·克利夫兰，美國政治人物，第22、24任美國總統（1837年出生）
- 1931年：向忠发， 第六届中國共產黨中央委員會總書記（1879年出生)
- 1940年：艾爾弗雷德·福勒，英國天文學家（1868年出生）
- 1952年：喬治·皮爾斯，澳大利亞政治人物（1870年出生）
- 1989年：美空雲雀，日本女歌手、演員（1937年出生）
- 1999年：村下孝藏，日本創作歌手（1953年出生）
- 2007年：克里斯·貝努瓦，加拿大籍職業摔角手（1967年出生）
- 2008年：里奧尼德·赫維克茲，波蘭裔美國經濟學家，2007年諾貝爾經濟學獎得主（1917年出生）
- 2008年：陳立僑，香港社會活動人士（1920年出生）
- 2012年：孤獨喬治，平塔島象龜中已知的最後一個個體（約1910年出生）
- 2012年：蔡齡齡，香港歌手及DJ（1965年出生）
- 2013年：克里夫·巴克斯特，美國審訊專家，以使用測謊機對植物進行實驗而知名（1924年出生）
- 2014年：王培五，澎湖七一三事件受害校長張敏之遺孀[5]（1910年出生）
- 2021年：陳善謙，越南政治人物、將領、外交官（1925年出生）
- 2021年：史蒂芬·鄧恩，美國詩人、教育家（1939年出生）
- 2021年：貝尼格諾·阿基諾三世，第15任菲律賓總統（1960年出生）
- 2022年：張思之，中國律師、法學家（1927年出生）
- 2023年：楊鐵樑，香港法律界人士（1929年出生）
- 2025年：張勃興，中國政治人物（1930年出生）
- 2025年：李小飛，台灣電影演員

## 节假日和习俗
- 聖若翰洗者日
- 委內瑞拉：軍人節
- 澳門：城市日
- 泰國：革命紀念日